# University of the Fraser Valley

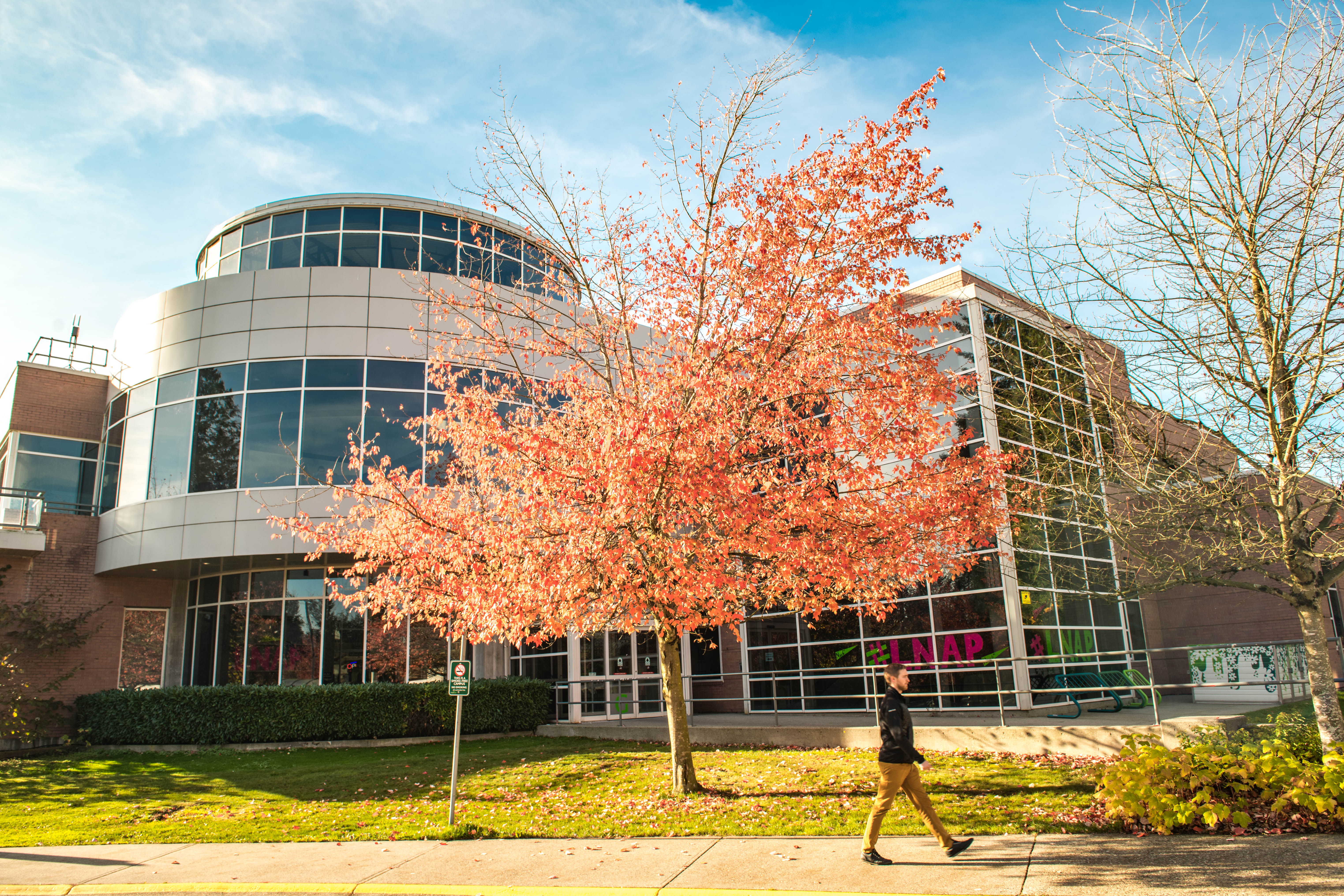
University of the Fraser Valley, Abbotsford Campus G Building (2019)

Die University of the Fraser Valley ist eine Universität in Abbotsford, British Columbia, Kanada. Die Hochschule wurde im Jahre 1974 als College gegründet. Heute verfügt sie neben dem Hauptcampus in Abbotsford über weitere Campusanlagen in Agassiz, Chilliwack, Hope und in Mission. Ferner werden 30 % der Lehre online abgehalten. Aufgrund einer starken Zunahme der Studierendenzahl erhielt die Hochschule am 21. April 2008 die volle staatliche Zulassung im Rang einer Universität. In der Ausgabe des Globe and Mail Canadian University Reports erhielt die Universität sehr gute Bewertungen unter anderem in der Qualität der Lehre.

## Geschichte
Während der 1960er-Jahre forderten die Einwohner von Fraser Valley die Einrichtung einer Hochschuleinrichtung. 1966 wurde durch die Provinzregierung die Gründung eines Junior Colleges bekanntgegeben. Kurze Zeit später wurde der Standort der berufsbildenden Schule im Zentrum vom Fraser Valley in Chilliwack bekanntgegeben. Aufgrund der Wahlen und der Bildung einer neuen Provinzregierung im Jahre 1972 wurden die Pläne vorübergehend auf Eis gelegt. Die benachbarten Städte bestanden jedoch auf die Eröffnung einer Hochschuleinrichtung. So wurde von der Provinzregierung erneut Gremium einberufen, welches ein Gutachten angefertigt hat, ob eine Hochschuleinrichtung in der Region sinnvoll wäre. Das Gremium kam zu dem Schluss, dass ein regional College sinnvoll wäre, welches den Zugang zur Universität ermöglicht. So wurde am 4. April 1974 das Fraser Valley College eröffnet. Da für das College jedoch keine eigenen Gebäude und Campusanlagen zur Verfügung standen, wurden die Vorlesungen in verschiedenen Einrichtungen gehalten, die angemietet werden mussten. Während des ersten Jahres des Colleges studierten rund 183 Vollzeit- und rund 2.300 Teilzeit-Studenten an dem College.
Mit der Unterstützung der Städte und der Studenten vergab die Provinz dem Fraser Valley College den University College Status. Neben der Hochschule erhielten fünf weitere den gleichen Status, die sich in den angrenzenden Städten befanden, darunter: Kwantlen, Malaspina, Cariboo und Okanagan. Diese waren berechtigt Bachelorabschlüsse zu vergeben. 1981 wurde das College offiziell in University College of the Fraser Valley umbenannt.
Am 21. April 2008 vergab die Provinzregierung dem University College of the Fraser Valley den Rang einer Volluniversität, unter dem University Act at the Legislative Assembly of British Columbia. Seitdem wurde die Hochschule in University of the Fraser Valley umbenannt.

## Zahlen zu den Studierenden
Im Studienjahr 2023/2024 waren 16.190 Studierende an der Universität des Fraser Valley eingeschrieben. Davon zählten 13.135 als heimische Studenten und 3.055 als internationale Studenten. 2018 waren es 15.055 Studierende gewesen. 2020/2021 waren 15.040 eingeschrieben, 2021/2022 waren es 14.375 und 2022/2023 insgesamt 14.720.
Über 50.000 Menschen sind Ehemalige (Alumni) der Universität.

## Fachbereiche
Die Universität verfügt über fünf Fachbereich und drei Schools in den Bereichen:
- Faculty of Arts
- Faculty of Science
- Faculty of Professional Studies
- Faculty of Trades
- Faculty of Access and Continuing Studies
- School of Graduate Studies